# Paul de Waart (journalist)
Cornelis Karel Paul de Waart (Amsterdam, 2 maart 1898 – aldaar, 10 september 1970) was een Nederlands journalist, die vooral bekend werd als radioverslaggever bij de KRO.
Hij begon zijn journalistieke loopbaan in 1925 bij de buitenlandredactie van het dagblad De Tijd. Hij was ook lid van een groep leken die het katholieke geloof uitdroegen. Daardoor merkte de oprichter van de KRO, Pastoor Perquin, hem op. Deze haalde De Waart naar de KRO. Vanaf 1929 verzorgde hij een buitenlands-politiek commentaar. In 1931 trad hij in vaste dienst van de omroep, aanvankelijk als propagandist, maar al snel ook als verslaggever.
Paul de Waart werd een pionier van de Nederlandse radioverslaggeving en was jarenlang een gezichtsbepalende figuur van de KRO. Bij de belangrijke gebeurtenissen rond het Koninklijk Huis, binnen- en buitenlandse politiek en kerkelijke evenementen, was hij als reporter aanwezig. Hij was een begenadigd spreker, die beschikte over een enorm uithoudingsvermogen. Als geen ander kon hij urenlang rechtstreeks verslag geven; de langste reportage die hij ooit maakte, op 9 september 1933 bij het 35-jarig regeringsjubileum van Koningin Wilhelmina, duurde zes en een half uur. Ook was hij de eerste radioverslaggever in de geschiedenis die tot de Sint-Pietersbasiliek werd toegelaten, bij de begrafenis van Paus Pius XI in 1939.
Politiek was De Waart actief binnen de Roomsch-Katholieke Staatspartij. Al in 1933 schreef hij een brochure waarin hij waarschuwde tegen de NSB. Toch zou hij tijdens de Tweede Wereldoorlog nog lang voor de omroep blijven werken, ook toen de KRO in 1941 werd opgeheven en de genazificeerde Nederlandsche Omroep de uitzendingen overnam. Hij was de eerste reporter die Arthur Seyss-Inquart voor de Nederlandse radiomicrofoon liet spreken. Twee jaar lang deed hij "gewoon" zijn werk, maar kreeg meestal een nazi naast zich. In 1943 had hij er genoeg van en nam ontslag.
Toen in 1946 de KRO weer terugkwam keerde ook De Waart terug. Een van de eerste verslagen die hij na de oorlog maakte was bij het bezoek van Winston Churchill aan Rotterdam. Bij het begin van de televisie in 1951 interviewde hij de jeugdige omroepster Mies Bouwman. Drie jaar later besloot hij het kalmer aan te doen en werd hoofdredacteur van het Utrechts katholiek dagblad Het Centrum, al bleef hij tot 1960 zijn wekelijks buitenlands politiek overzicht geven.
In 1958 keerde De Waart toch in Hilversum terug. Hij werd hoofd van het Historisch Archief Gesproken Woord, een onderafdeling van de toenmalige Discotheek (later Fonotheek) van de Nederlandse Radio Unie. Er wordt wel beweerd dat het feit, dat er zo weinig historisch geluidsmateriaal uit de oorlogsjaren bewaard is gebleven, aan hem te wijten is; hij zou veel hebben weggegooid om niet-foute collega's die tijdens de oorlog ook gewoon doorgewerkt hebben te beschermen.
De Waart moest zijn werk in 1970 door ziekte neerleggen en overleed op 72-jarige leeftijd. Zijn zoon Paul werd hoogleraar internationaal recht aan de Vrije Universiteit Amsterdam.